# جيد بروفي
جيد بروفي (بالإنجليزية: Jed Brophy)‏ هو ممثل نيوزلندي، ولد في 29 أكتوبر 1963 في نيوزيلندا.

## أعمال

### أفلام
- (2005) كينغ كونغ[2][3][4]
- (2009) المقاطعة 9
- (2012)  رحلة غير متوقعة[5]
- (2013)  قفرة سموغ
- (2014)  معركة الجيوش الخمسة

## وصلات خارجية
- جيد بروفي على موقع IMDb (الإنجليزية)
- جيد بروفي على موقع قاعدة بيانات الأفلام السويدية (السويدية)
- جيد بروفي على موقع قاعدة بيانات الفيلم (الإنجليزية)